# メアリー・リッチモンド
メアリー・リッチモンド（Mary Richmond、1861年8月5日 - 1928年）は、セツルメント運動のジェーン・アダムズとともにアメリカのソーシャルワーカーの先駆となった女性。慈善からソーシャルワークへの道を切り開く努力をし、のちに「ケースワークの母」と呼ばれる。

## 生い立ち
メアリー・リッチモンドは南北戦争の始まった1861年8月5日にイリノイ州ベルビルに生まれた。まもなくボルチモアに移るが、両親が結核で若くして死んだため、あまり裕福でない祖母と叔母に引き取られ、成人の家族の中で孤独に育った。当時のアメリカには義務教育がなく、11歳になるまで学校に通わなかった。しかし、読書を好んでいた。
16歳で高校を卒業すると、叔母が勤めていたニューヨーク市に庶務職員として働いた。1日12時間働いたあと、速記の独学もしていた。しかし、叔母が体調を崩し、ボルチモアに戻ってからは見知らぬ土地で友人もなく「生涯の最も苦しい、そして、最も孤独な時期」を送り、栄養不良になり、衣服も貧しく、娯楽のための金ももっていない状態となった。医師からも故郷に戻るように申し渡され、彼女自身も両親と同じように結核に罹ってしまうのではと思うほどだった。そのようななかで、偶然、見つけたCOS（慈善組織協会）の会計事務の仕事から、福祉へコミットする契機となり、友愛訪問として働くようになり、その後、頭角を表し、慈善を専門化すること、科学化することに尽力し、今日のソーシャルワークの礎を築いた。

## 著作

### リッチモンドの著作
- Mary Ellen (1899),Friendly Visiting among the Poor. A Handbook for Charity Workers, New York/London: MacMillan
- Mary Ellen (1908), The good neighbor in the modern city, Philadelphia: J.B. Lippincott, 1908
- Mary Ellen (1913), "A study of nine hundred and eighty-five widows known to certain charity organization societies" in 1910, New York City: Charity Organization, Russell Sage Foundation
- Mary Ellen (1917), Social diagnosis, New York: Russell Sage Foundation
- Mary Ellen (1922), What is social case work? An introductory description, New York: Russell Sage Foundation

### 日本でのリッチモンド関連文献
- 小松源助，山崎美貴子，田代国次郎，松原康雄／著『リッチモンド ソーシャルケースワーク』 有斐閣 1979
- 小松源助『ソーシャルワーク理論の歴史と展開―先駆者に辿るその発達史』川島書店1993
- 木原活信「世紀転換期におけるジェーン・アダムスの社会福祉実践思想の位置－メアリー・リッチモンド、フローレンス・ケリーとの比較を中心として－」（pp.71-100）佐々木隆、大井浩二、明石紀雄、岡本勝編『100年前のアメリカ－世紀転換期のアメリカ社会と文化－』修学社1995
- 木原活信「メアリー・リッチモンドとケースワーク」『福祉重要用語300の基礎知識』　明治図書2000
- 平塚良子「メアリー・リッチモンドによる臨床科学モデルの現代的意義」『大分大学大学院福祉社会科学研究科紀要』2010年